# Georg von Mitis

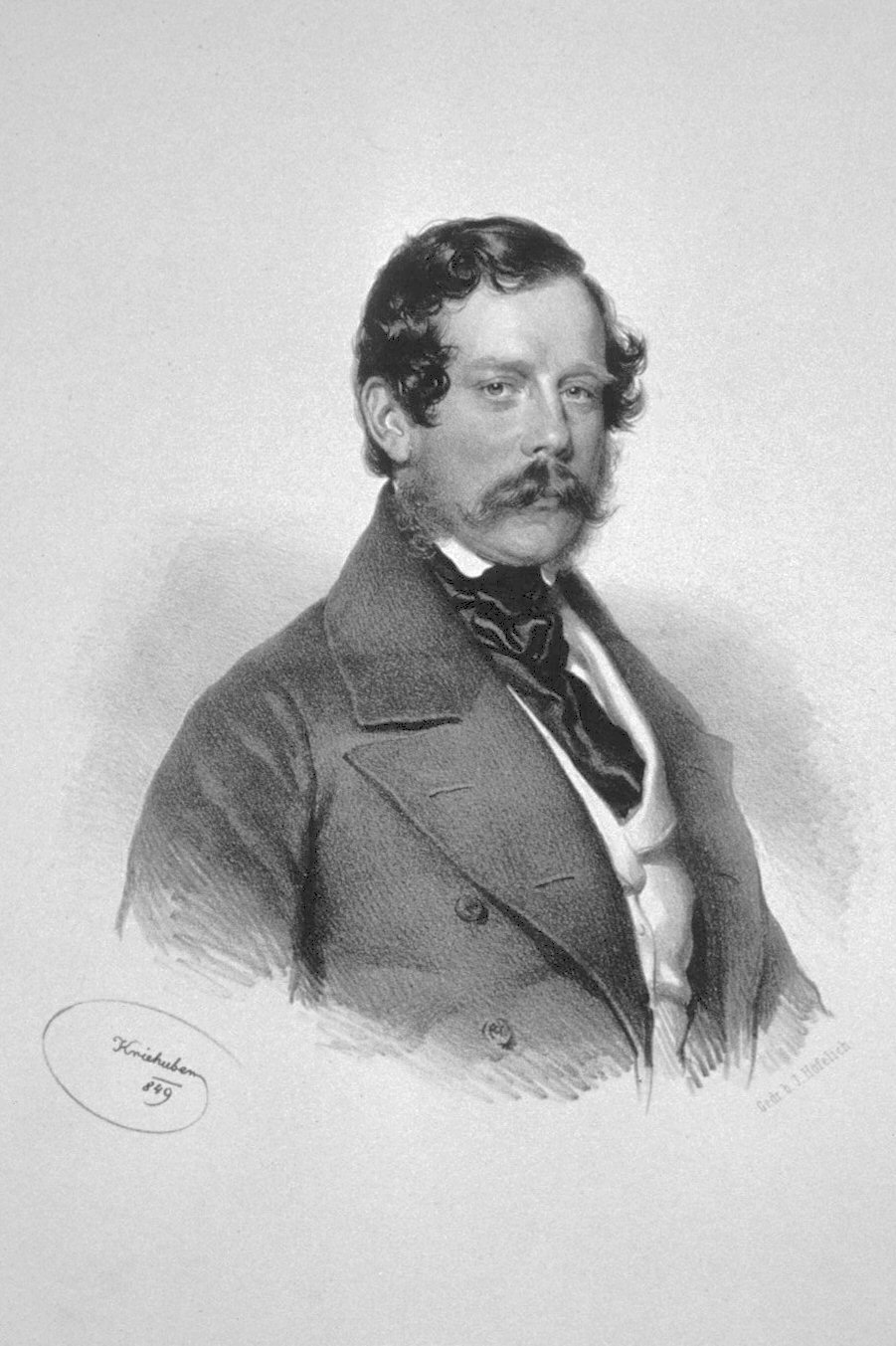
Georg von Mitis (Porträt von Josef Kriehuber)

Georg Ritter von Mitis (ab 1867: Freiherr von) (* 17. April 1810 in Wien; † 25. Juli 1889) war ein österreichischer Verwaltungsjurist und Politiker.

## Leben
Von Mitis war Sohn des k.k. Hofrates Wenzel Ferdinand Ritter von Mitis und dessen zweiter Ehefrau Josepha geborene Kirstein von Kirstenau.
Er studierte bis 1831 Rechtswissenschaften und arbeitete dann bei der Hofkammerprocuratur und dem niederösterreichischen Landrecht. Im Jahr 1838 wechselte er in die Allerhöchste Staatsratskanzlei und danach zum niederösterreichischen Oberlandesgericht und der obersten Justizstelle. 1844 wurde er Landrat in Wien und im Jahre 1846 Aushilfs-Referent des Appellationsgerichtes in Wien.
Von 1844 bis 1848 gehörte er den niederösterreichischen Landständen an und nahm dort eine führende Rolle ein. In der Revolution von 1848/1849 im Kaisertum Österreich wurde er in den Provisorischen niederösterreichischen ständischen Ausschuss gewählt und von diesem als einer der Vertreter Niederösterreichs in den Ständischen Zentralausschuss delegiert, der die Pillersdorfsche Verfassung entwarf. Im Mai 1848 wurde er zum Führer einer Kommission ernannt, die im Auftrag der kaiserlichen Regierung zum Studium der praktischen Bewährung der Rechtsinstitutionen in das Rheinland und nach Belgien entsendet worden war. Nach der Rückkehr im August 1848 erhielt er die Beförderung zum Ministerialrat im Justizministerium und im Juli 1849 das Ritterkreuz des österreichischen Leopold-Ordens. Er wirkte an den Vorarbeiten zur Umgestaltung des Gerichtswesens in Österreich mit und wurde Präsident der Gerichtseinführungskommission für Österreich unter der Enns. Im Jahr 1850 wurde er zum Präsidenten des Landesgerichtes in Wien ernannt.
Im Februar 1861 wechselte er als Sektionschef in das Justizministerium und war wegen Erkrankung des Ministers Adolf Pratobevera von Wiesborn Leiter der Administrativgeschäfte des Justizministeriums und dessen Vertreter im Reichsrate für anderthalb Jahre.
Im September 1867 wurde er mit dem Kommandeurkreuz des österreichischen Leopold-Ordens ausgezeichnet, womit die Erhebung in den Freiherrnstand verbunden war.